# Geodia chathamensis
Espèce
Geodia chathamensis est une espèce d'éponges de la famille des Geodiidae présente dans l'océan Pacifique sud au large de la Nouvelle-Zélande.

## Taxonomie
L'espèce est décrite par les spongiologues Carina Sim-Smith et Michelle Kelly en 2015. Elle est nommée en référence aux îles Chatham, situées à l'est de la Nouvelle-Zélande sur le plateau de Chatham.

## Description
L'holotype a des dimensions de 100x80x55 mm.

## Distribution
L'holotype de l'espèce et sa seule localisation connue se situe à l'est des îles Chatham, situées sur le plateau de Chatham et à 800 km à l'est de l'île du Sud, une des deux îles principales de la Nouvelle-Zélande. L'espèce est présente d'une profondeur de 760 à 1085 m.